# جو مورو
جو مورو هو لاعب هوكي الجليد كندي، ولد في 9 ديسمبر 1992 في شيروود بارك ‏ في كندا.

## وصلات خارجية
- جو مورو على موقع دوري الهوكي الوطني (الإنجليزية)
- جو مورو على موقع EliteProspects.com (الإنجليزية)
- جو مورو على موقع Eurohockey.com (الإنجليزية)
- جو مورو على موقع HockeyDB.com (الإنجليزية)
- جو مورو على موقع Hockey-Reference.com (الإنجليزية)